# Oxydia apidania
Oxydia apidania là một loài bướm đêm trong họ Geometridae.